# Motorola 68010

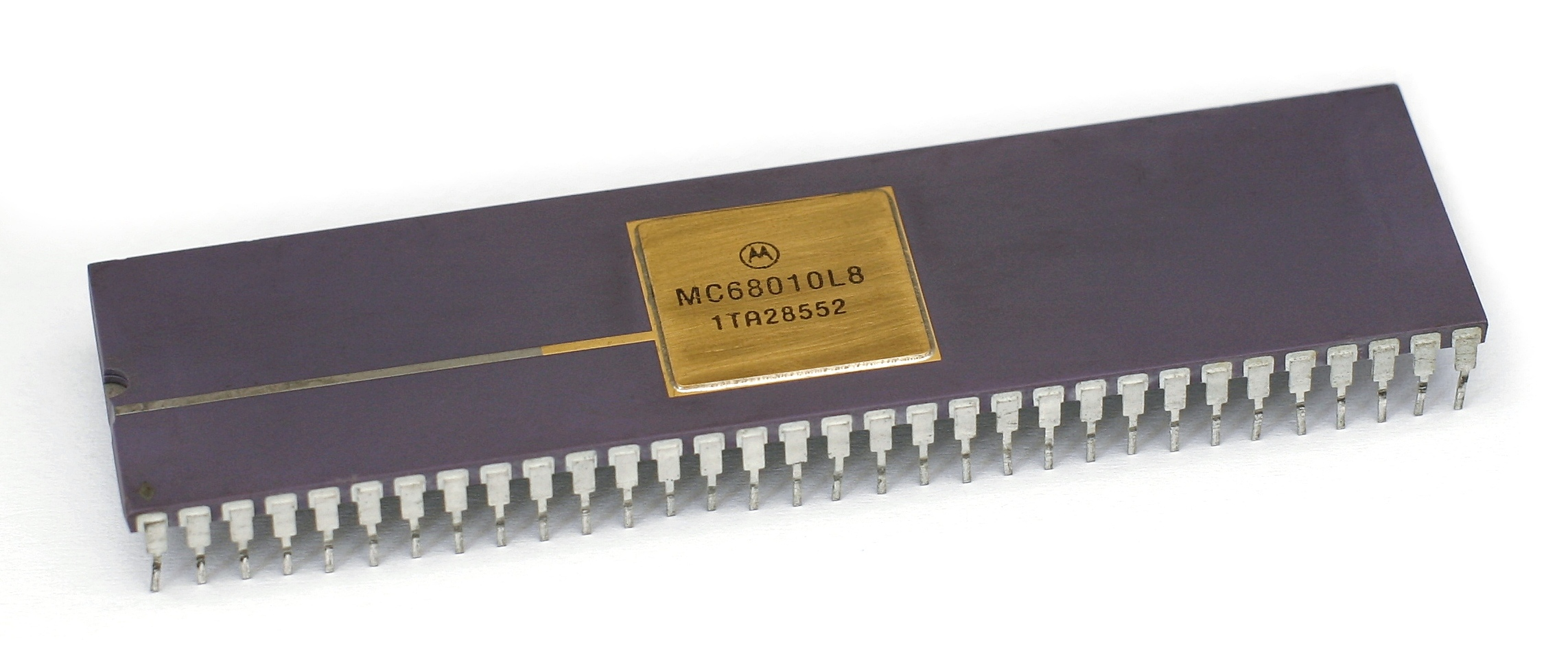
Een Motorola MC68010 processor.

De Motorola MC68010 processor is een 16/32-bit microprocessor van de Motorola, waarvan de halfgeleidertak in 2004 werd verzelfstandigd als Freescale Semiconductor. De processor was op de markt in de jaren 80.
De processor is grotendeels gelijkaardig aan de Motorola 68000 CPU, maar omvat ook enkele verschillen:
- toevoeging van verschillende instructies voor breakpoints en registercontrole, en
- de mogelijkheid om de processorstatus te bewaren bij een onderbreking.

Dit maakte het makkelijker in gebruik voor toepassing die virtueel geheugen gebruikten, iets waarvoor de 68000 niet geschikt was.
De 68010 was nooit zo populair als de 68000 door zijn complexiteit en zijn hogere kostprijs.